# Spilosoma sulutescens
Spilosoma sulutescens är en fjärilsart som beskrevs av Sergius G. Kiriakoff 1958. Spilosoma sulutescens ingår i släktet Spilosoma och familjen björnspinnare. Inga underarter finns listade i Catalogue of Life.